# Lophozozymus incisus
Lophozozymus incisus är en kräftdjursart som först beskrevs av H. Milne Edwards 1834.  Lophozozymus incisus ingår i släktet Lophozozymus och familjen Xanthidae. Inga underarter finns listade i Catalogue of Life.